# Keith Ripley
Keith Ripley (Normanton, 29 maart 1935 – aldaar, 5 november 2012) was een Engels voetballer.
De middenvelder speelde voor Leeds United AFC, Norwich City FC, Peterborough United FC, Mansfield Town FC en Doncaster Rovers FC. 